# Decaspermum bracteatum
Decaspermum bracteatum là một loài thực vật có hoa trong Họ Đào kim nương. Loài này được (Roxb.) A.J.Scott mô tả khoa học đầu tiên năm 1985.